# Janahiyya
La janahiyya o la tayyariyya és el nom donat als partidaris d'Abd-Al·lah ibn Muàwiya, revoltats al front dels xiïtes contra els omeies el 744; el nom deriva del seu ancestre Jàfar at-Tayyar Dhu-l-Janahayn. El seguidors d'aquest moviment serien els janahís (o tayyarís).
A la mort d'Abd-Al·lah alguns dels seus partidaris van dir que havia estat portat a les muntanyes d'Esfahan on retornaria un dia per posar un alida al tron, però la major part va acceptar Ishaq ibn al-Hàrith com a imam.